# Gaspar de Palencia

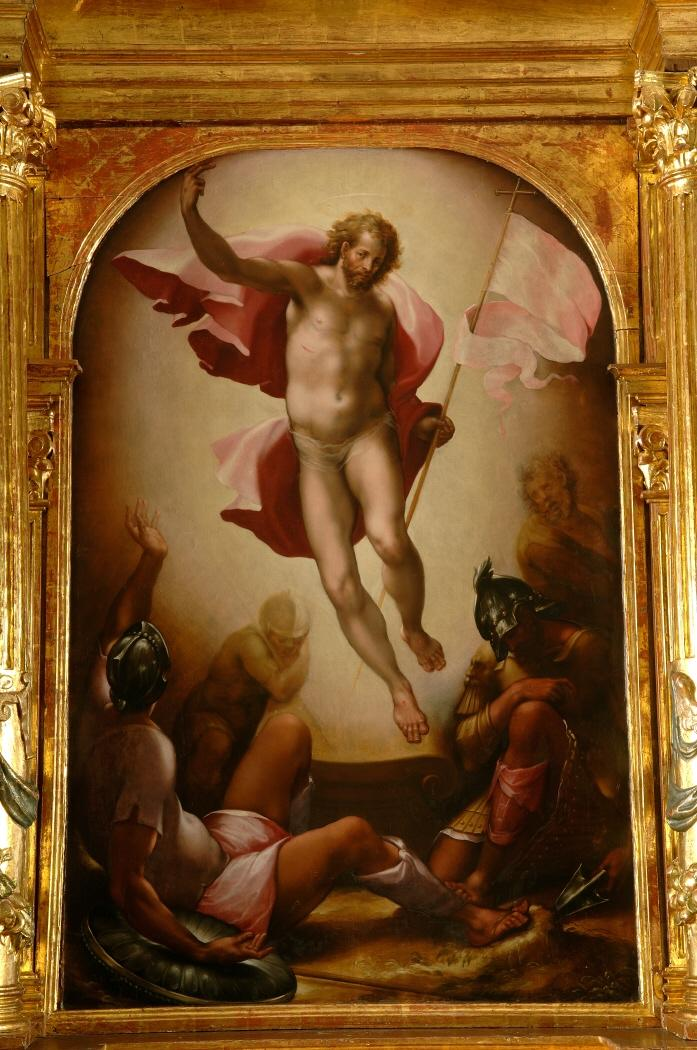
Tabla central del Retablo de la Resurrección, óleo sobre tabla, Valladolid, Museo Nacional de Escultura.

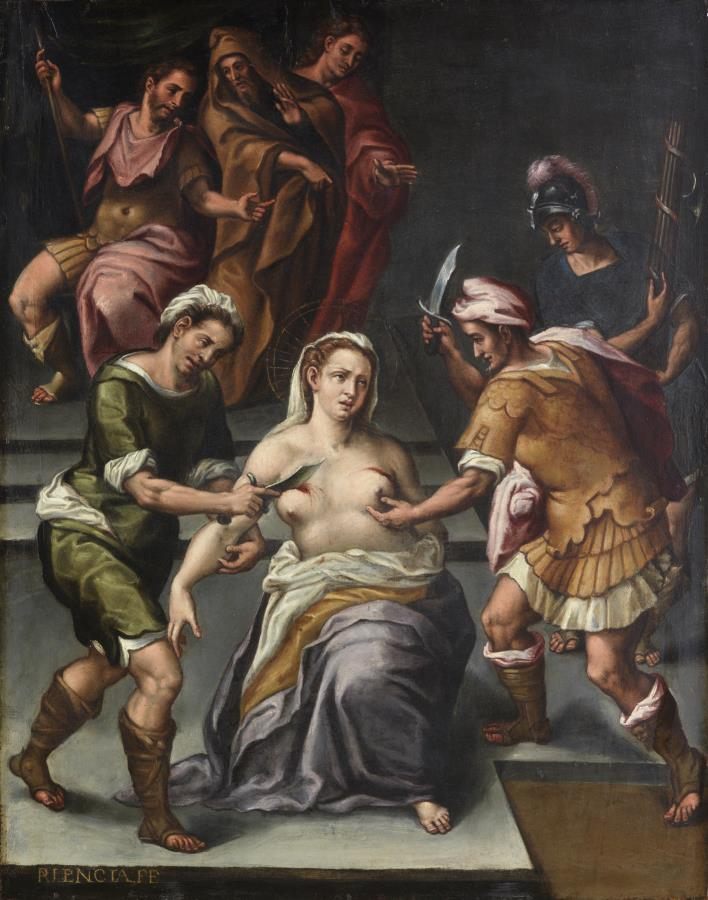
Martirio de santa Águeda, óleo sobre tabla, 59 x 46 cm, Bilbao, Museo de Bellas Artes.

Gaspar de Palencia (c. 1531 – 1590) fue un pintor manierista español, activo en Valladolid y Astorga.

## Vida y obra
Residiendo en Valladolid, en 1569 contrató junto con Gaspar de Hoyos, residente en Madrid, la policromía del retablo mayor de la catedral de Astorga, obra cumbre de Gaspar Becerra. Los pintores, «los más eminentes en el dho oficio» que se pudieron hallar, se repartían el retablo por mitades, correspondiendo a Palencia el lado de la Epístola. A la muerte de Hoyos (1573) hubo de concluir estas labores en solitario, encargándose íntegramente de  la policromía del tabernáculo, contratado en 1578, en el que llevó a cabo una minuciosa labor de miniaturista, además de proporcionar los diseños para las esculturas.
También en 1578 cobró por las labores de pintura, dorado y estofado del retablo mayor de la iglesia de Santa Marta de Astorga. El retablo se desmanteló en el siglo XVIII, pero en el propio templo se conservan algunas tablas que parecen proceder de él. Reunidas en tres ciclos iconográficos, se centran en las vidas de Santa Marta, hermana de Lázaro, y de su homónima asturicense, representada en la presentación ante el procónsul y el martirio en el potro, con un tercer ciclo dedicado a la Pasión de Cristo.
Esta larga vinculación a Astorga no le impidió desplazarse por tierras de la vieja Castilla para atender a otros encargos. Así, consta que en 1577 tasó por cuenta de la villa de El Espinar las labores de pintura, dorado y policromado del retablo mayor de la iglesia parroquial de San Eutropio, un conjunto del escultor Francisco Giralte con pinturas de Alonso Sánchez Coello.
De su trabajo en pintura historiada se conoce el Martirio de santa Águeda del Museo de Bellas Artes de Bilbao, obra firmada y de acusado dramatismo, de la que se encuentran ecos en la Resurrección del Museo Lázaro Galdiano. El tratamiento de la luz, con la utilización del claroscuro para acentuar los efectos dramáticos es, por otro lado, el mismo que se encuentra en las citadas tablas de la iglesia de Santa Marta y pone de manifiesto el conocimiento de las corrientes manieristas escurialenses, que pudo conocer en sus viajes a El Espinar. El contacto con la obra de Becerra y la asimilación de los modos manieristas, tanto en la composición como en el empleo de colores cálidos, se pone particularmente de relieve en la atribuida Asunción de la Virgen del Museo Nacional de Escultura, transcripción pictórica de la escultura que preside el retablo astorgano, y en el Retablo de la Resurrección procedente de la Real Audiencia y Chancillería de Valladolid (Museo Nacional de Escultura), cuya tabla central, de evidente italianismo, se ha atribuido también al florentino Benedetto Rabuyate y al propio Becerra, aunque la autoría de Palencia se acredita por un poder otorgado por el pintor al batidor de oro Bartolomé de Almenares en 1571, para que en su nombre cobrase lo que se le adeudaba por este retablo.